# 標準模型的數學表述

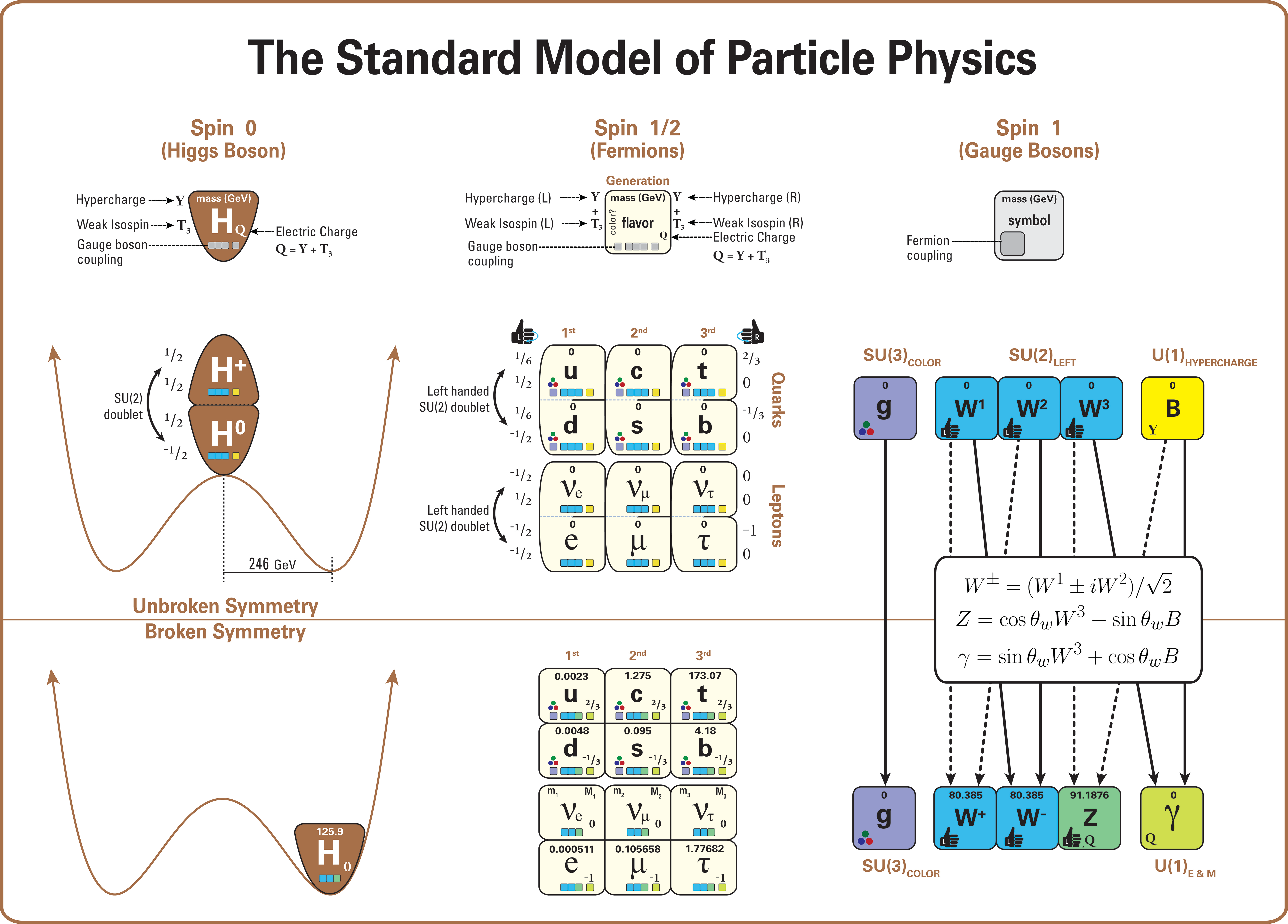
粒子物理的標準模型。這張圖呈現了標準模型的基本粒子（希格斯玻色子、三代的夸克與輕子，以及規範玻色子等），其中包括了其名稱、質量、自旋、電荷、手徵性，以及其透過強交互作用、弱相互作用或電磁作用等與彼此交互作用。這張圖同時顯示了希格斯玻色子在電弱對稱性破缺上扮演的關鍵角色，也顯示了多種粒子的性質在（高能）對稱相（圖上方）及（低能）對稱破缺相（圖下方）之間的不同。

這篇文章講的是粒子物理的標準模型的數學表述，而標準模型是一個包含SU(3) × SU(2) × U(1)這個由酉群的直積構成的群的內禀對稱性的規範量子場論。學界常將這理論給視為對輕子、夸克、規範玻色子及希格斯玻色子等基本粒子的描述。
標準模型可重整化，且是數學自洽的；然而，盡管有著巨大且持續的成功，但依舊有些現象，無法以標準模型解釋。特別地，盡管這模型涉及了狹義相對論，但這模型不涉及廣義相對論；此外，一般認為標準模型會在重力子預期出現的能量或距離範疇上失效。因此在當代場論的語境中，一般將這理論視為有效場論。

## 量子場論

所有已知的基本粒子的弱同位旋T_{3}、弱超荷Y_{W}及色荷。此圖以弱混合角進行旋轉以顯示大略沿著垂直線的電荷Q。中性希格斯場（灰方塊）打破電弱對稱並與其他基本粒子互動，藉此賦予其他粒子質量。

標準模型是種量子場論，也就是說其基本對象是對定義於時空的每一點上的量子場。量子場論將粒子視為其基底量子場的激發態（也就所謂的「量子」），而這量子場比粒子更加基本。
以下是幾種標準模型牽涉到的量子場：
- 費米場ψ，也就是物質粒子所屬的量子場；
- 電弱玻色場{\displaystyle W_{1},W_{2},W_{3}}及B；
- 膠子場Ga；以及
- 希格斯場φ

這些場是量子場而非古典場的事實，表示說這些場的「值」在數學上是以算符表示的；特別地，這些場的「值」不服從交換律。作為算符，這些數值是在量子態（以右矢表記）上作用的。

## 場的另類表示
量子論常見的一點是，觀察事物可有多個角度。第一眼看上去，以上給出的量子場可能不像上述的「基本粒子」表；然而對粒子，存在有多種不同的描述，而這些描述可能更適合某些給定的情境。

### 費米場
費米場ψ可以不只有一個，研究者也可對每種粒子都各別分出費米場不同的成分。這反映了量子場論的歷史演變，而這是因為費米場的電子成分ψe（用以描述電子及其反粒子正子）是用於量子電動力學的原始ψ之故，而之後隨著物理學的發展，其中又加入了ψμ跟ψτ這兩個分別對應μ子跟τ子及其反粒子的場。之後的電弱理論又給費米場加入了與三個世代的中微子分別對應的{\displaystyle \psi _{\nu _{\mathrm {e} }},\psi _{\nu _{\mu }}}及{\displaystyle \psi _{\nu _{\tau }}}等成分。
夸克的存在給給費米場加入了更多的成分，由於要跟電子跟其他輕子一樣，保持4-旋量之故，因此對於夸克每個風味跟色荷的組合，都必須有一個相對應的夸克場，而這表示費米場會有24種劃分（3個帶電輕子各一種、三個世代的中微子各一種，夸克則有{\displaystyle 2\times 3\times 3=18}種，而這是因為夸克有三種風味、每種風味各兩種夸克，且每種夸克各有三個不同顏色的版本之故）；此外，由於每個上述的劃分都是有四個成分的雙旋量之故，因此費米場總共有96個複數值成分。
一個重要的定義是附標費米場{\displaystyle {\bar {\psi }}}，其定義是{\displaystyle \psi ^{\dagger }\gamma ^{0}}，其中{\displaystyle \dagger }是ψ的埃爾米特伴隨，而γ0是第零個γ矩陣。若ψ是一個n × 1矩陣，那麼{\displaystyle {\bar {\psi }}}就應該要是一個1 × n矩陣。

#### 手徵性理論
ψ的一種獨立分解，是按照手徵性將之分拆：
- 「左」手性：{\displaystyle \psi ^{\rm {L}}={\frac {1}{2}}(1-\gamma _{5})\psi }
- 「右」手性：{\displaystyle \psi ^{\rm {R}}={\frac {1}{2}}(1+\gamma _{5})\psi }

其中{\displaystyle \gamma _{5}}是第五個γ矩陣。這點在標準模型中非常重要，而這是因為左手性跟右手性粒子在規範場作用下有不同的表現之故。特別地，在弱同位旋的SU(2)變換下，左手性粒子呈現弱同位旋雙重態，而右手性粒子則呈現單重態，也就是說，ψR的弱同位旋為零。舉個例子，弱交互作用可將左手性電子旋轉成左手性中微子（這過程會放出W−粒子），但不能對相對應的右手性粒子做同樣的變換。另外，本來標準模型中是不包含右手性中微子的；然而，中微子振盪的發現，顯示說中微子必然有質量，而由於手徵性在具有質量的粒子傳播的過程中可以改變之故，因此右手性中微子必然得存在；然而這不會改變弱交互作用經實驗證明的手徵性本質。
除此之外，U(1)對{\displaystyle \psi _{\mathrm {e} }^{\rm {L}}}及{\displaystyle \psi _{\mathrm {e} }^{\rm {R}}}作用方式不同，而這是因為它們有不同的弱超荷之故。

#### 質量與交互本徵態
有鑑於此，因此可做出像是中微子的質量與交互本徵態之間的區別。前者是在自由空間中傳播的狀態；而後者則是參與互動的「不同」狀態。那麼哪個才是「基本」粒子？就中微子而言，一般都以其本徵態來定義其「風味」（
ν
e
、
ν
μ
或
ν
τ
）；而對夸克而言，一般都以質量態來定義其風味（上、下、奇、粲、底、頂等等）。我們可藉由對夸克的卡比博-小林-益川矩陣（CKM矩陣）以及對中微子的龐蒂科夫-牧-中川-坂田矩陣（PMNS矩陣）等來轉換這些狀態。另一方面，帶荷的輕子，其質量及風味皆為其本徵態。
另外，若這些矩陣存在複數項的話，就會導致直接的CP破壞，而這可解釋為何在我們現在的宇宙中，物質會多於反物質。這點已在卡比博-小林-益川矩陣上得證，且預計會在龐蒂科夫-牧-中川-坂田矩陣上出現。

#### 正負能量
最後，量子場可分解成「正能量」與「負能量」兩個成分：ψ = ψ+ + ψ−。這種作法在已經建立的量子場論上不常見，但在建立量子場論的過程中，這常常是顯著的特性。

### 玻色子

溫伯格角θ_{W}及其與耦合常數及之間的關係。此圖取自T D Lee於1981年出版的《粒子物理學及場論介紹》（Particle Physics and Introduction to Field Theory）一書。

由於希格斯機制之故，電弱玻色場{\displaystyle W_{1},W_{2},W_{3}}及{\displaystyle B}發生混合，進而產生物理上可觀察的狀態。若要保持規範場不變性，這些量子場必須是無質量的；然而可觀測的狀態在這過程中可以「得到質量」。這些狀態如下：
- 帶質量中性Z玻色子：
{\displaystyle Z=\cos \theta _{\rm {W}}W_{3}-\sin \theta _{\rm {W}}B}

- 無質量中性玻色子：
{\displaystyle A=\sin \theta _{\rm {W}}W_{3}+\cos \theta _{\rm {W}}B}

- 帶質量中性W玻色子：
{\displaystyle W^{\pm }={\frac {1}{\sqrt {2}}}\left(W_{1}\mp iW_{2}\right)}

其中θW是溫伯格角。
量子場A是光子的量子場，其對應至眾所皆知的電磁四維勢，也就是電場與磁場。量子場Z（Z玻色子的量子場）實際上參與所有光子參與的過程，但有鑑於其龐大的質量之故，其參與一般可忽略。

## 微擾量子場論及互動繪景
許多以「粒子」和「力」等詞語對標準模型的質性描述，都來自對此模型的微擾量子場論視角。在其中，拉格朗日量可分解為「自由場」跟「交互場」拉格朗日量，並以{\displaystyle {\mathcal {L}}={\mathcal {L}}_{0}+{\mathcal {L}}_{\mathrm {I} }}表示。自由場表示的是孤立粒子；而交互場表示的是起自交互作用的數個粒子。這表示背後的想法是狀態向量應該只在產生交互作用時改變，也就是說自由粒子是量子態保持不變者。這與量子力學的相互作用繪景相對應。
在較常見的薛丁格繪景中，即使是自由粒子，也會隨時間改變：其相改變的速率取決於其能量；而在與之相對的海森堡繪景中，狀態向量保持不變，而這麼做的代價就是其算符（尤其可觀測的）是取決於時間的。相互作用繪景則是兩者的折衷，其中部分取決於時間的成分置於算符（也就是量子場）上，而其他的一些則置於狀態向量上。在微擾量子場論中，前者又稱為「自由場部分」，而後者稱為「交互場部分」。自由場模型可得到精準解，而整個模型的解可以自由場解的微擾表示，而微擾可使用諸如戴森級數等方式表示。
應當注意的是，將量子場給分解為自由場及交互場的作法，在原則上是任意的。像例如說量子電動力學的重整化修改了自由場電子的質量以使之合乎物理的電子（帶有電磁場），並因此給其自由場拉格朗日量加入了一個必須在交互場拉格朗日量當中以相反項抵銷的項，這使其在費曼圖中以帶有兩條線的頂點表示。這也被認為是希格斯場賦予粒子質量的方式：希格斯場中，與非零真空期望值相對應的交互項部分，被從交互場拉格朗日量移動到自由場拉格朗日量當中，在其中，這項看起來就像與希格斯場無關的質量項。

### 自由場
在常規的、適用於低能情境的自由場/交互場分解下，自由場遵循以下等式：
- 費米場ψ滿足狄拉克方程，也就是對於每種費米子{\displaystyle f}而言，有{\displaystyle (i\hbar \gamma ^{\mu }\partial _{\mu }-m_{\rm {f}}c)\psi _{\rm {f}}=0}。
- 光子場A滿足波動方程{\displaystyle \partial _{\mu }\partial ^{\mu }A^{\nu }=0}。
- 希格斯場φ滿足克萊因-戈爾登方程。
- 弱交互作用場Z, W±滿足Proca方程。

這些方程可得精確解。一般會首先考慮沿著每個空間軸且帶有週期L的週期解，之後取其極限L → ∞可解除週期性的限制。
在週期性的狀況下，任意量子場F（F可以是上述的任意量子場）的解都可以形式如下的傅立葉級數表示：
{\displaystyle F(x)=\beta \sum _{\mathbf {p} }\sum _{r}E_{\mathbf {p} }^{-{\frac {1}{2}}}\left(a_{r}(\mathbf {p} )u_{r}(\mathbf {p} )e^{-{\frac {ipx}{\hbar }}}+b_{r}^{\dagger }(\mathbf {p} )v_{r}(\mathbf {p} )e^{\frac {ipx}{\hbar }}\right)}
其中各參數定義如下：
- β是歸一化因此；對於費米場{\displaystyle \psi _{\rm {f}}}其值為{\textstyle {\sqrt {m_{\rm {f}}c^{2}/V}}}，其中{\displaystyle V=L^{3}}是受考慮的基本胞體積；而對於光子場Aμ而言，此歸一化因子為{\displaystyle \hbar c/{\sqrt {2V}}}。
- p的總和是對所有與週期L相容的動量之總和，也就是所有形如{\displaystyle {\frac {2\pi \hbar }{L}}(n_{1},n_{2},n_{3})}的向量之總和，其中{\displaystyle n_{1},n_{2},n_{3}}皆為整數。
- r的總和是對諸如自旋的極化等該量子場所有自由度的總和；一般此總和為1至2或1至3的總和。
- Ep是量子場量子的動量p的相對論性質量，在靜止質量為m時，其形式為{\textstyle ={\sqrt {m^{2}c^{4}+c^{2}\mathbf {p} ^{2}}}}。
- ar(p)及{\displaystyle b_{r}^{\dagger }(\mathbf {p} )}分別是動量為p的「a粒子」和「b粒子」的創生及湮滅算符，其中「b粒子」是「a粒子」的反粒子。不同的場有不同的「a粒子」和「b粒子」；此外，對於一些量子場而言，「a粒子」和「b粒子」相同。
- ur(p)及vr(p)是帶有量子場相關的向量或旋量的非算符。
- {\displaystyle p=(E_{\mathbf {p} }/c,\mathbf {p} )}是帶有動量p的量子的四維動量。{\displaystyle px=p_{\mu }x^{\mu }}則是四維向量的內積。

在取極限L → ∞的狀況下，由於藏於β的參數V之故，此和會變成一個積分，而β的數值會取決於對{\displaystyle u_{r}(\mathbf {p} )}及{\displaystyle v_{r}(\mathbf {p} )}選取的歸一。
技術上而言，{\displaystyle a_{r}^{\dagger }(\mathbf {p} )}是右矢的算符ar(p)在內積空間中的埃爾米特伴隨。之所以將{\displaystyle a_{r}^{\dagger }(\mathbf {p} )}以及ar(p)給鑑別做創生及湮滅算符，是因為這是比較其中之一在其上發生作用前後保存的量的結果之故。做為例子，{\displaystyle a_{r}^{\dagger }(\mathbf {p} )}可視做加添一個粒子，而這是因為這會給粒子數算符的特徵值加1之故；而這樣操作之後，粒子的動量應當要是p，這是因為以向量為值的動量算符會如此增加之故。人們一般以量子場的算符表示作為起始進行衍伸。將帶有{\displaystyle \dagger }的算符做為創生算符是一個習慣，而這是因為導入其彼此間的交換符號之故。
一個在微擾量子場論計算中重要的步驟是將上述「算符」因子a與b從其向量或旋量因子u與v中分離。費曼圖頂點的設置來自源於不同因子的交互拉格朗日量u與v彼此相合的方式；而其邊的設置則來自a與b必須移動以在正規化的形式的戴森級數中設項的方式。

### 交互場項及路徑積分法
在不使用創生及湮滅算符（也就是「常規」形式）的狀況下，也可藉由路徑積分得到拉格朗日量，這作法最初由費曼基於狄拉克的工作所發展。費曼圖乃是交互項的圖像化展示。詳情可見費曼圖一文說明。

## 拉格朗日形式

標準模型中的互動。所有模型中的費曼圖都起自這些頂點的混合。q代表任何夸克、g代表膠子、X代表任何帶荷粒子、γ代表光子、f代表任何費米子、m代表任何帶質量粒子（中微子可能是其例外）、m_{B}代表任何帶質量玻色子。在圖中有多個以「∕」分隔的粒子標籤的部分，其中一個標籤被使用；而圖中有多個以「∣」分隔的粒子標籤的部分，其標籤須以相同順序選取。像例如說，在有四個玻色子的電弱作用的狀況下，可行的圖有WWWW、WWZZ、WWγγ、WWZγ等幾種組合。每個列出的頂點的共軛（將箭頭方向倒過來）也是允許的。

我們現在可以給出前述出現在標準模型中的自由與交互場的拉格朗日量。任何如此的項都必須是規範且參考系不變的，不然物理法則會取決於任意的選擇或者觀察者所在的參考系。因此包含平移對稱、旋轉對稱及作為狹義相對論核心的慣性座標系的全域龐加萊對稱必須成立。局域SU(3) × SU(2) × U(1)規範場對稱是種內部對稱如下所見，在一些合適的關係定義後，規範場對稱的三個因子會給出三種基本作用力。

### 動能項
自由粒子可以一個質量項及一個與量子場「移動」有關的「動能」項表示。

#### 費米場
狄拉克費米子的動能項如下：
{\displaystyle i{\bar {\psi }}\gamma ^{\mu }\partial _{\mu }\psi }
其中的表記跟前文一致。ψ可指任何標準模型中的狄拉克費米子；此外一般而言，如下所述，這項可包含在耦合（並因此得到一般的動態項）當中。

#### 規範場
對於自旋為1的量子場，首先定義場強度張量：
{\displaystyle F_{\mu \nu }^{a}=\partial _{\mu }A_{\nu }^{a}-\partial _{\nu }A_{\mu }^{a}+gf^{abc}A_{\mu }^{b}A_{\nu }^{c}}
對於給定的、耦合常數為g的規範場（此處以A表記）而言， f abc這個量是該規範群的結構常數，而這常數可由以下交換子定義：
{\displaystyle [t_{a},t_{b}]=if^{abc}t_{c},}
其中ti是這個群的生成元。在交換群（如此處用的U(1)）中，結構常數會消失，而這是因為生成元ta全都滿足交換律之故。當然，這非一般情況，而這是因為標準模型也包含了非交換的SU(2)及SU(3)群之故。而這些非交換群也是楊-米爾斯規範場論出現的原因。
我們需要引入三個與SU(3) × SU(2) × U(1)這個群的每個子群相對應的規範場：
- 膠子場張量會以{\displaystyle G_{\mu \nu }^{a}}表示，其中a這指數表示了代表SU(3)出現的八種色態的元素。強耦合常數一般會以gs（或在不引起混淆的狀況下記做g）表示。導致標準模型這部分發現的觀察可見量子色動力學一文。
- SU(2)的規範場張量會以{\displaystyle W_{\mu \nu }^{a}}表示，其中a表示了此群中出現的三個世代。其耦合常數一般會以gw（或在不引起混淆的狀況下記做g）表示。而其規範場會以{\displaystyle W_{\mu }^{a}}表示。
- U(1)的規範場張量會以Bμν表示，其中g′表示其耦合，而其規範場會以Bμ表示。

因此動能項可表示如下：
{\displaystyle {\mathcal {L}}_{\rm {kin}}=-{1 \over 4}B_{\mu \nu }B^{\mu \nu }-{1 \over 2}\mathrm {tr} W_{\mu \nu }W^{\mu \nu }-{1 \over 2}\mathrm {tr} G_{\mu \nu }G^{\mu \nu }}
其跡位於分別隱藏於SU(2)及SU(3)的指數中的W及G之上。而這些雙指數物件乃是衍生自向量場W及G的場強度；此外，還有兩個隱藏參數：SU(2)及SU(3)的角度。

### 耦合項
下一步是將規範場與費米場「耦合」以描述交互作用。

#### 電弱部分
電弱交互作用可以對稱群U(1) × SU(2)L表示，其中L表示說其只與左手性費米子耦合。
{\displaystyle {\mathcal {L}}_{\mathrm {EW} }=\sum _{\psi }{\bar {\psi }}\gamma ^{\mu }\left(i\partial _{\mu }-g^{\prime }{1 \over 2}Y_{\mathrm {W} }B_{\mu }-g{1 \over 2}{\boldsymbol {\tau }}\mathbf {W} _{\mu }\right)\psi }
其中Bμ是U(1)規範場；YW是弱超荷，也是U(1)的生成元；Wμ是有三個部份的SU(2)規範場；而τ由泡利矩陣（也是SU(2)群的極小生成元）組成，且其特徵值給出弱同位旋。應當注意的是，我們給弱超荷定義了一個新的、不同於量子電動力學的新U(1)群，而這麼做是為了統一弱作用力。
作為弱同位旋第三成分T3（又作Tz, I3或Iz等）的電荷Q及弱超荷YW之間，有以下關係：
{\displaystyle Q=T_{3}+{\tfrac {1}{2}}Y_{\rm {W}},}
（或用「另外的」常規表示，有Q = T3 + YW） 
用於此篇文的第一個常規表示與蓋爾曼-西島關係等價，這使得超荷等於同位多重態平均荷的兩倍。
我們可接著定義弱同位旋的保守流如下：
{\displaystyle \mathbf {j} _{\mu }={1 \over 2}{\bar {\psi }}_{\rm {L}}\gamma _{\mu }{\boldsymbol {\tau }}\psi _{\rm {L}}}
並定義弱超荷的保守流如下：
{\displaystyle j_{\mu }^{Y}=2(j_{\mu }^{\rm {em}}-j_{\mu }^{3})~,}
其中{\displaystyle j_{\mu }^{\rm {em}}}是電流，而{\displaystyle j_{\mu }^{3}}是第三弱同位旋流。如上所言，這些粒子流彼此混合以產生物理上觀測到的玻色子，這也導致了耦合常數間可測試的關係。
換個方式解釋，我們可以藉由將不同項目從拉格朗日形式取出的做法來觀察電弱交互作用的效應。我們可看見SU(2)對稱在每個包含於ψ的（左手性）費米子二重態上發生作用，像例如說
{\displaystyle -{g \over 2}({\bar {\nu }}_{e}\;{\bar {e}})\tau ^{+}\gamma _{\mu }(W^{+})^{\mu }{\begin{pmatrix}{\nu _{e}}\\e\end{pmatrix}}=-{g \over 2}{\bar {\nu }}_{e}\gamma _{\mu }(W^{+})^{\mu }e}
其中粒子都被理解為左手性的，且其中
{\displaystyle \tau ^{+}\equiv {1 \over 2}(\tau ^{1}{+}i\tau ^{2})={\begin{pmatrix}0&1\\0&0\end{pmatrix}}}
這是一個對應到「弱同位旋空間的旋轉」或eL與νeL之間，透過發射W−玻色子進行的變換。
另一方面，U(1)對稱與電磁作用力類似，但經由中性的Z0，作用於所有帶有弱超荷的（左手性跟右手性的）費米子上，也透過光子作用在帶有電荷的費米子上。

#### 量子色動力學部分
量子色動力學部分定義了夸克與膠子之間的交互作用，而這部分帶有由Ta生成的SU(3)對稱。
由於輕子不與膠子作用之故，因此輕子與此部分無涉。夸克與膠子場耦合的狄拉克拉格朗日量如下：
{\displaystyle {\mathcal {L}}_{\mathrm {QCD} }=i{\overline {U}}\left(\partial _{\mu }-ig_{s}G_{\mu }^{a}T^{a}\right)\gamma ^{\mu }U+i{\overline {D}}\left(\partial _{\mu }-ig_{s}G_{\mu }^{a}T^{a}\right)\gamma ^{\mu }D.}
其中U與D是分別與上類與下類夸克相關的狄拉克旋量，而其他的表記則同前文。

### 質量項與希格斯機制

#### 質量項
對於任意費米子ψ而言，起自狄拉克拉格朗日量的質量項是{\displaystyle -m{\bar {\psi }}\psi }，這項在電弱交互作用下並非不變的。這點可從將ψ給寫作左手與右手部分的總和看出（此處跳過實際計算）：
{\displaystyle -m{\bar {\psi }}\psi =-m({\bar {\psi }}_{\rm {L}}\psi _{\rm {R}}+{\bar {\psi }}_{\rm {R}}\psi _{\rm {L}})}
其中{\displaystyle {\bar {\psi }}_{\rm {L}}\psi _{\rm {L}}}及{\displaystyle {\bar {\psi }}_{\rm {R}}\psi _{\rm {R}}}項給出的貢獻並未出現。
我們從中可見說質量生成作用是藉由不斷翻轉粒子的手性而發生的。
半自旋粒子不帶有同於SU(2)表示、並具有相同或相反弱超荷的左右手對，因此在假定這些規範荷在真空中不變的狀況下，沒有任何半自旋粒子可翻轉手性，也因此必須保持無質量；此外，我們從實驗中可知W和Z玻色子帶質量，但玻色子質量項包含了AμAμ等組合，而這些組合明確地取決於規範的選取。因此沒有任何標準模型中的費米子或玻色子可以「在開始時」就有質量，而其質量必須透過其他機制取得。

#### 希格斯機制
解決這些問題的方法來自希格斯機制，其中涉及了被「吸收」入帶質量玻色子、成為其自由度一部分（此處盡量簡短解釋），以及透過湯川耦合以生成看起來是質量項的純量場，而純量場的值，取決於希格斯機制的實際形式。
在標準模型中，希格斯場是一個SU(2)L群的複純量場：
{\displaystyle \phi ={\frac {1}{\sqrt {2}}}{\begin{pmatrix}\phi ^{+}\\\phi ^{0}\end{pmatrix}},}
其中上標的+和0表示其成分的電荷Q。兩成分的弱超荷YW都是1。
希格斯部份的拉格朗日量如下：
{\displaystyle {\mathcal {L}}_{\rm {H}}=\left[\left(\partial _{\mu }-igW_{\mu }^{a}t^{a}-ig'Y_{\phi }B_{\mu }\right)\phi \right]^{2}+\mu ^{2}\phi ^{\dagger }\phi -\lambda (\phi ^{\dagger }\phi )^{2},}
其中λ > 0且μ2 > 0以使得自發對稱破缺機制可套用。在此有一個開始時隱藏於勢能形態、但非常重要的參數。

統一性規範下，可設{\displaystyle \phi ^{+}=0}並使得{\displaystyle \phi ^{0}}為實數。在這種狀況下，{\displaystyle \langle \phi ^{0}\rangle =v}即是希格斯場不消逝的真空期望值。{\displaystyle v}帶有質量單位，且在標準模型中是唯一不是無因次的參數。
此外，其數值遠小於普朗克尺度且大約是希格斯粒子質量的兩倍，而這也給了標準模型中所有其他粒子的質量設置了一個尺度。這是整個模型中，唯一確實微調到微小非零數值的參數。Wμ及Bμ當中出現二次項，而這些項目賦予了W和Z玻色子質量：
{\displaystyle {\begin{aligned}M_{\rm {W}}&={\tfrac {1}{2}}vg\\M_{\rm {Z}}&={\tfrac {1}{2}}v{\sqrt {g^{2}+{g'}^{2}}}\end{aligned}}}
希格斯玻色子本身的質量則為{\textstyle M_{\rm {H}}={\sqrt {2\mu ^{2}}}\equiv {\sqrt {2\lambda v^{2}}}.}

#### 湯川耦合
湯川耦合項如下：
{\displaystyle {\mathcal {L}}_{\text{Yukawa}}=(Y_{u})_{mn}({\bar {q}}_{L})_{m}{\tilde {\varphi }}(u_{R})_{n}+(Y_{d})_{mn}({\bar {q}}_{L})_{m}\varphi (d_{R})_{n}+(Y_{e})_{mn}({\bar {L}}_{L})_{m}{\tilde {\varphi }}(e_{R})_{n}+\mathrm {h.c.} }
其中{\displaystyle Y_{u}}、{\displaystyle Y_{d}}及{\displaystyle Y_{e}}為3 × 3湯川耦合矩陣，其中的mn項給出m和n這兩世代的耦合，而{\displaystyle h.c.}表示前述各項的埃爾米特共軛。
{\displaystyle q_{L}}及{\displaystyle L_{L}}等量子場代表左手性夸克與輕子的二重態；類似地，{\displaystyle u_{R},d_{R}}及{\displaystyle e_{R}}等量子場代表右手性上類夸克、下類夸克與輕子的單重態。最後，{\displaystyle \varphi }表示希格斯雙重態，且有{\displaystyle {\tilde {\varphi }}=i\tau _{2}\varphi ^{*}}

#### 中微子質量
如前所述，證據顯示中微子有質量；然而在標準模型中，右手性中微子並不存在，因此即使是湯川耦合中微子，也依舊是無質量的。
對此一個明顯的解是「加入右手性中微子」νR，而這樣座要求在湯川耦合的部分中加入新的「狄拉克質量」項：
{\displaystyle {\mathcal {L}}_{\nu }^{\text{Dir}}=(Y_{\nu })_{mn}({\bar {L}}_{L})_{m}\varphi (\nu _{R})_{n}+\mathrm {h.c.} }
但這樣的量子場必須是惰性中微子，而這是因為在實驗上，右手性粒子皆屬於同位旋單重態（T3 = 0）且其電荷Q = 0, implying YW = 0之故，此點可見上說明。也就是說，這樣的粒子甚至不參與弱交互作用。目前惰性中微子的實驗證據尚不明確。
另一個可能性是假定中微子滿足馬約拉納方程式，而因為中微子的電荷為零之故，因此這乍看之下是可能的。在這種狀況下，一個新的「馬約拉納質量」項會加入湯川耦合的部分中：
{\displaystyle {\mathcal {L}}_{\nu }^{\text{Maj}}=-{\frac {1}{2}}m\left({\overline {\nu }}^{C}\nu +{\overline {\nu }}\nu ^{C}\right)}
其中C指的是共軛粒子（也就是反粒子），而{\displaystyle \nu }這項則一致地為左手性（或右手性）。應當注意的一個反粒子的左手性投射是個右手性量子場；由於有些人會用不同的表記之故，因此這裡要保持注意。
在此，我們基本翻轉了左手性中微子和右手性反中微子，中微子可能是（但不必然）自身的反粒子，但這非必然的，因此這些粒子是相同的；然而，對於左手性中微子而言，這項會改變弱超荷達兩單位，而這在標準希格斯交互作用下是不可能的，因此這要求將希格斯場延伸以包含額外帶弱超荷為2的三重態；而對於右手性中微子而言，沒有任何對希格斯場的延伸是必要的。不管在左手性或右手性的狀況下，馬約納拉項違反輕子數守恆，但這可能性可能位於既有實驗對這類違背的偵測敏感度的範圍之外。
將狄拉克與馬約拉納質量項同時包含在同一個理論中是可能的，而這可藉由將右手性中微子連結到物理上尚未清楚的大統一尺度，為中微子質量觀測到的微小的大小提供一個「自然的」（相對於僅包含狄拉克質量項的作法）解釋。詳情可見翹翹板機制一文。
由於在上述任何情況下，新的量子場都必須引入以解釋實驗結果之故，因此中微子可作為超越標準模型的物理學明顯的開端。

## 詳細訊息
本段落為模型的一些面相提供更多細節，並提供一些參考資料。明確表達的拉格朗日項也可見於電弱交互作用一文。

### 量子場內容的詳細訊息
標準模型有如下的場，這些場描述一個世代的輕子與夸克，而目前已知這些粒子有三個世代，因此對每種費米場都有三個複本。由CPT對稱性可知，每種費米子都有與之相對的、帶有相反宇稱和電荷的反費米子。若一個左手性費米子存在於某些表示上，那其反粒子（右手性反費米子）也會存在於相對應的對偶表示上。（當注意的是由於SU(2)是偽實數之故，因此有{\displaystyle {\bar {\mathbf {2} }}={\mathbf {2} }}）「表示」這直列指稱說每個場在何種規範群的表示下進行轉換，轉換當中的順序分別為對{\displaystyle (SU(3),SU(2),U(1))}的轉換，而對於{\displaystyle U(1)}群也會給出弱超荷的值，在輕子場部分中，這數值的左手場部分兩倍於右手場部分；但在夸克部分中，這數值的左手場部分與右手場部分相等。
| 標準模型的量子場內容            | 標準模型的量子場內容 | 標準模型的量子場內容                          | 標準模型的量子場內容                           | 標準模型的量子場內容                                                     |
| 自旋為1的規範場                 | 自旋為1的規範場      | 自旋為1的規範場                               | 自旋為1的規範場                                | 自旋為1的規範場                                                          |
| 符號                            | 相關的荷             | 群                                            | 耦合                                           | 表示                                                                     |
| ------------------------------- | -------------------- | --------------------------------------------- | ---------------------------------------------- | ------------------------------------------------------------------------ |
| {\displaystyle B}               | 弱超荷               | U(1)Y                                         | {\displaystyle g'} or {\displaystyle g_{1}}    | {\displaystyle (\mathbf {1} ,\mathbf {1} ,0)}                            |
| {\displaystyle W}               | 弱同位旋             | SU(2)L                                        | {\displaystyle g_{w}} or {\displaystyle g_{2}} | {\displaystyle (\mathbf {1} ,\mathbf {3} ,0)}                            |
| {\displaystyle G}               | 色荷                 | SU(3)C                                        | {\displaystyle g_{s}} or {\displaystyle g_{3}} | {\displaystyle (\mathbf {8} ,\mathbf {1} ,0)}                            |
| 自旋為1⁄2的費米子               |                      |                                               |                                                |                                                                          |
| 符號                            | 名稱                 | 重子數                                        | 輕子數                                         | 表示                                                                     |
| {\displaystyle q_{\rm {L}}}     | 左手夸克             | {\displaystyle \textstyle {\frac {1}{3}}}     | {\displaystyle 0}                              | {\displaystyle (\mathbf {3} ,\mathbf {2} ,\textstyle {\frac {1}{3}})}    |
| {\displaystyle u_{\rm {R}}}     | 右手夸克（上類）     | {\displaystyle \textstyle {\frac {1}{3}}}     | {\displaystyle 0}                              | {\displaystyle ({\mathbf {3} },\mathbf {1} ,\textstyle {\frac {4}{3}})}  |
| {\displaystyle d_{\rm {R}}}     | 右手夸克（下類）     | {\displaystyle \textstyle {\frac {1}{3}}}     | {\displaystyle 0}                              | {\displaystyle ({\mathbf {3} },\mathbf {1} ,-\textstyle {\frac {2}{3}})} |
| {\displaystyle \ell _{\rm {L}}} | 左手輕子             | {\displaystyle 0}                             | {\displaystyle 1}                              | {\displaystyle (\mathbf {1} ,\mathbf {2} ,-1)}                           |
| {\displaystyle \ell _{\rm {R}}} | 右手輕子             | {\displaystyle 0}                             | {\displaystyle 1}                              | {\displaystyle (\mathbf {1} ,\mathbf {1} ,-2)}                           |
| 自旋為0的純量玻色子             |                      |                                               |                                                |                                                                          |
| 符號                            | 名稱                 | 表示                                          | 表示                                           | 表示                                                                     |
| {\displaystyle H}               | 希格斯玻色子         | {\displaystyle (\mathbf {1} ,\mathbf {2} ,1)} | {\displaystyle (\mathbf {1} ,\mathbf {2} ,1)}  | {\displaystyle (\mathbf {1} ,\mathbf {2} ,1)}                            |

### 費米場訊息
下表部分基於粒子資料團體蒐集到的資料：
| 標準模型中的左手費米子 | 標準模型中的左手費米子 | 標準模型中的左手費米子           | 標準模型中的左手費米子           | 標準模型中的左手費米子           | 標準模型中的左手費米子              | 標準模型中的左手費米子 | 標準模型中的左手費米子 |
| 第一世代               | 第一世代               | 第一世代                         | 第一世代                         | 第一世代                         | 第一世代                            | 第一世代               | 第一世代               |
| 費米子 （左手性）      | 符號                   | 電荷                             | 弱同位旋                         | 弱超荷                           | 色荷                                | 質量                   |                        |
| ---------------------- | ---------------------- | -------------------------------- | -------------------------------- | -------------------------------- | ----------------------------------- | ---------------------- | ---------------------- |
| 電子                   | e−                     | {\displaystyle -1}               | {\displaystyle -{\tfrac {1}{2}}} | {\displaystyle -1}               | {\displaystyle \mathbf {1} }        | 511 keV                |                        |
| 正子                   | e+                     | {\displaystyle +1}               | {\displaystyle ~\ 0}             | {\displaystyle +2}               | {\displaystyle \mathbf {1} }        | 511 keV                |                        |
| 電中微子               | ν e                    | {\displaystyle ~\ 0}             | {\displaystyle +{\tfrac {1}{2}}} | {\displaystyle -1}               | {\displaystyle \mathbf {1} }        | < 0.28 eV              |                        |
| 反電中微子             | ν e                    | {\displaystyle ~\ 0}             | {\displaystyle ~\ 0}             | {\displaystyle ~\ 0}             | {\displaystyle \mathbf {1} }        | < 0.28 eV              |                        |
| 上夸克                 | u                      | {\displaystyle +{\tfrac {2}{3}}} | {\displaystyle +{\tfrac {1}{2}}} | {\displaystyle +{\tfrac {1}{3}}} | {\displaystyle \mathbf {3} }        | ~ 3 MeV                |                        |
| 反上夸克               | u                      | {\displaystyle -{\tfrac {2}{3}}} | {\displaystyle ~\ 0}             | {\displaystyle -{\tfrac {4}{3}}} | {\displaystyle \mathbf {\bar {3}} } | ~ 3 MeV                |                        |
| 下夸克                 | d                      | {\displaystyle -{\tfrac {1}{3}}} | {\displaystyle -{\tfrac {1}{2}}} | {\displaystyle +{\tfrac {1}{3}}} | {\displaystyle \mathbf {3} }        | ~ 6 MeV                |                        |
| 反下夸克               | d                      | {\displaystyle +{\tfrac {1}{3}}} | {\displaystyle ~\ 0}             | {\displaystyle +{\tfrac {2}{3}}} | {\displaystyle \mathbf {\bar {3}} } | ~ 6 MeV                |                        |
|                        |                        |                                  |                                  |                                  |                                     |                        |                        |
| 第二世代               |                        |                                  |                                  |                                  |                                     |                        |                        |
| 費米子 （左手性）      | 符號                   | 電荷                             | 弱同位旋                         | 弱超荷                           | 色荷                                | 質量                   |                        |
| μ子                    | μ−                     | {\displaystyle -1}               | {\displaystyle -{\tfrac {1}{2}}} | {\displaystyle -1}               | {\displaystyle \mathbf {1} }        | 106 MeV                |                        |
| 反μ子                  | μ+                     | {\displaystyle +1}               | {\displaystyle ~\ 0}             | {\displaystyle +2}               | {\displaystyle \mathbf {1} }        | 106 MeV                |                        |
| μ中微子                | ν μ                    | {\displaystyle ~0}               | {\displaystyle +{\tfrac {1}{2}}} | {\displaystyle -1}               | {\displaystyle \mathbf {1} }        | < 0.28 eV              |                        |
| 反μ中微子              | ν μ                    | {\displaystyle ~\ 0}             | {\displaystyle ~\ 0}             | {\displaystyle ~\ 0}             | {\displaystyle \mathbf {1} }        | < 0.28 eV              |                        |
| 粲夸克                 | c                      | {\displaystyle +{\tfrac {2}{3}}} | {\displaystyle +{\tfrac {1}{2}}} | {\displaystyle +{\tfrac {1}{3}}} | {\displaystyle \mathbf {3} }        | ~ 1.3 GeV              |                        |
| 反粲夸克               | c                      | {\displaystyle -{\tfrac {2}{3}}} | {\displaystyle ~\ 0}             | {\displaystyle -{\tfrac {4}{3}}} | {\displaystyle \mathbf {\bar {3}} } | ~ 1.3 GeV              |                        |
| 奇夸克                 | s                      | {\displaystyle -{\tfrac {1}{3}}} | {\displaystyle -{\tfrac {1}{2}}} | {\displaystyle +{\tfrac {1}{3}}} | {\displaystyle \mathbf {3} }        | ~ 100 MeV              |                        |
| 反奇夸克               | s                      | {\displaystyle +{\tfrac {1}{3}}} | {\displaystyle ~\ 0}             | {\displaystyle +{\tfrac {2}{3}}} | {\displaystyle \mathbf {\bar {3}} } | ~ 100 MeV              |                        |
|                        |                        |                                  |                                  |                                  |                                     |                        |                        |
| 第三世代               |                        |                                  |                                  |                                  |                                     |                        |                        |
| 費米子 （左手性）      | 符號                   | 電荷                             | 弱同位旋                         | 弱超荷                           | 色荷                                | 質量                   |                        |
| τ子                    | τ−                     | {\displaystyle -1}               | {\displaystyle -{\tfrac {1}{2}}} | {\displaystyle -1}               | {\displaystyle \mathbf {1} }        | 1.78 GeV               |                        |
| 反τ子                  | τ+                     | {\displaystyle +1}               | {\displaystyle ~\ 0}             | {\displaystyle +2}               | {\displaystyle \mathbf {1} }        | 1.78 GeV               |                        |
| τ中微子                | ν τ                    | {\displaystyle ~\ 0}             | {\displaystyle +{\tfrac {1}{2}}} | {\displaystyle -1}               | {\displaystyle \mathbf {1} }        | < 0.28 eV              |                        |
| 反τ中微子              | ν τ                    | {\displaystyle ~\ 0}             | {\displaystyle ~\ 0}             | {\displaystyle ~\ 0}             | {\displaystyle \mathbf {1} }        | < 0.28 eV              |                        |
| 頂夸克                 | t                      | {\displaystyle +{\tfrac {2}{3}}} | {\displaystyle +{\tfrac {1}{2}}} | {\displaystyle +{\tfrac {1}{3}}} | {\displaystyle \mathbf {3} }        | 171 GeV                |                        |
| 反頂夸克               | t                      | {\displaystyle -{\tfrac {2}{3}}} | {\displaystyle ~\ 0}             | {\displaystyle -{\tfrac {4}{3}}} | {\displaystyle \mathbf {\bar {3}} } | 171 GeV                |                        |
| 底夸克                 | b                      | {\displaystyle -{\tfrac {1}{3}}} | {\displaystyle -{\tfrac {1}{2}}} | {\displaystyle +{\tfrac {1}{3}}} | {\displaystyle \mathbf {3} }        | ~ 4.2 GeV              |                        |
| 反底夸克               | b                      | {\displaystyle +{\tfrac {1}{3}}} | {\displaystyle ~\ 0}             | {\displaystyle +{\tfrac {2}{3}}} | {\displaystyle \mathbf {\bar {3}} } | ~ 4.2 GeV              |                        |
|                        |                        |                                  |                                  |                                  |                                     |                        |                        |
| 1. 2. 3. 4. 5.         |                        |                                  |                                  |                                  |                                     |                        |                        |

### 自由參數
在寫下包含不帶質量中微子的、最一般性的拉格朗日形式時候，可發現說這動力系統取決於19個參數，而這些參數的數值由實驗決定。包括帶質量的中微子的、對標準模型的直觀延伸會需要額外的7個參數（3個質量參數跟4個PMNS矩陣參數），並因此得到26個參數。
目前中微子相關參數值依舊不確定，而19個已確定的參數總結如下：
| 標準模型的參數 | 標準模型的參數     | 標準模型的參數   | 標準模型的參數  | 標準模型的參數  |
| 符號           | 描述               | 重整化方案（點） | 數值            | 實驗不確定性    |
| -------------- | ------------------ | ---------------- | --------------- | --------------- |
| me             | 電子質量           |                  | 510.9989461 keV | ±3.1 meV        |
| mμ             | μ子質量            |                  | 105.6583745 MeV | ±2.4 eV         |
| mτ             | τ子質量            |                  | 1.77686 GeV     | ±0.12 MeV       |
| mu             | 上夸克質量         | μMS = 2 GeV      | 2.16 MeV        | +0.49 −0.26 MeV |
| md             | 下夸克質量         | μMS = 2 GeV      | 4.67 MeV        | +0.48 −0.17 MeV |
| ms             | 奇夸克質量         | μMS = 2 GeV      | 93.4 MeV        | +8.6 −3.4 MeV   |
| mc             | 粲夸克質量         | μMS = mc         | 1.27 GeV        | ±0.02 GeV       |
| mb             | 底夸克質量         | μMS = mb         | 4.18 GeV        | +0.03 −0.02 GeV |
| mt             | 頂夸克質量         | 殼上重整化方案   | 172.69 GeV      | ±0.30 GeV       |
| θ12            | CKM 12-混合角      |                  | 13.1°           |                 |
| θ23            | CKM 23-混合角      |                  | 2.4°            |                 |
| θ13            | CKM 13-混合角      |                  | 0.2°            |                 |
| δ              | CKM CP破壞相       |                  | 0.995           |                 |
| g1 or g'       | U(1)規範耦合       | μMS = mZ         | 0.357           |                 |
| g2 or g        | SU(2)規範耦合      | μMS = mZ         | 0.652           |                 |
| g3 or gs       | SU(3)規範耦合      | μMS = mZ         | 1.221           |                 |
| θQCD           | 量子色動力學真空角 |                  | ~0              |                 |
| v              | 希格斯真空期望值   |                  | 246.2196 GeV    | ±0.2 MeV        |
| mH             | 希格斯粒子質量     |                  | 125.18 GeV      | ±0.16 GeV       |

自由參數的選擇是有些任意的，規範耦合被列為自由參數，因此在這種狀況下，溫伯格角就不再是自由參數，而這是因為溫伯格角的定義為{\displaystyle \tan \theta _{\rm {W}}={\frac {g_{1}}{g_{2}}}}之故；類似地，量子電動力學的精細結構常數為{\displaystyle \alpha ={\frac {1}{4\pi }}{\frac {(g_{1}g_{2})^{2}}{g_{1}^{2}+g_{2}^{2}}}}；此外，在費米子質量之外，無因次的湯川耦合也可被選為替代的自由參數。像例如說電子質量取決於電子對希格斯質量的湯川耦合，而其數值為{\displaystyle m_{\rm {e}}={\frac {y_{\rm {e}}}{\sqrt {2}}}v}；而在希格斯粒子的質量之外，希格斯場的自我耦合強度{\displaystyle \lambda ={\frac {m_{\rm {H}}^{2}}{2v^{2}}}}也可被選作替代的自由參數，而其實驗數值約為0.129。
另外，在希格斯真空期望值之外，{\displaystyle \mu ^{2}}這個直接源自希格斯場自我交互作用項{\displaystyle \mu ^{2}\phi ^{\dagger }\phi -\lambda (\phi ^{\dagger }\phi )^{2}}的參數也可被選作替代的自由參數，而其數值為{\displaystyle \mu ^{2}=\lambda v^{2}={\frac {m_{\rm {H}}^{2}}{2}}}，或說其數值大約是{\displaystyle \mu =88.45} GeV。
另外，真空能量的值（或更精確地說，用以計算此能量的重整化尺度）也可用做額外的自由參數。而其重整化的尺度可藉由普朗克尺度或微調來符合觀測到的宇宙常數，但這兩個選項都有問題。

### 標準模型的額外對稱
從理論的角度來看，標準模型還有四個在開始時並未被提出的、額外的全域對稱，而這四個全域對稱合稱「意外對稱性」，這些對稱性屬連續U(1)全域對稱。其轉換後的拉格朗日不變量如下：
{\displaystyle \psi _{\text{q}}(x)\to e^{i\alpha /3}\psi _{\text{q}}}
{\displaystyle E_{\rm {L}}\to e^{i\beta }E_{\rm {L}}{\text{ and }}(e_{\rm {R}})^{c}\to e^{i\beta }(e_{\rm {R}})^{c}}
{\displaystyle M_{\rm {L}}\to e^{i\beta }M_{\rm {L}}{\text{ and }}(\mu _{\rm {R}})^{c}\to e^{i\beta }(\mu _{\rm {R}})^{c}}
{\displaystyle T_{\rm {L}}\to e^{i\beta }T_{\rm {L}}{\text{ and }}(\tau _{\rm {R}})^{c}\to e^{i\beta }(\tau _{\rm {R}})^{c}}
第一個轉換規則指的是說所有世代的所有夸克場都必須同時透過同樣的相旋轉，也就是說，ML, TL及{\displaystyle (\mu _{\rm {R}})^{c},(\tau _{\rm {R}})^{c}}等量子場是EL及{\displaystyle (e_{\rm {R}})^{c}}量子場在第二（μ子所屬的世代）與第三世代（τ子所屬的世代）的類似物。
根據諾特定理，所有上述的對稱性都伴隨著一個守恆定律：重子數守恆、電子數守恆、μ子數守恆和τ子數守恆。每個夸克都被賦予重子數{\textstyle {\frac {1}{3}}}，而每個反夸克都被賦予重子數{\textstyle -{\frac {1}{3}}}。重子數守恆指稱說夸克總數與反夸克總數相減後要是一個常數。在實驗範圍內，尚未發現這個守恆受破壞的跡象。
此外，每個電子及其伴隨的中微子都有電子數+1；而正子及伴隨的其伴隨的反中微子都有電子數−1；類似地，μ子及其伴隨的中微子都有μ子數+1，而τ子及其伴隨的中微子都有τ子數+1。標準模型預測說這些三個數值應當會以類似重子數守恆的方式各自保持守恆，而這些數字又合稱輕子數家族（LF）。然而這結果仰賴於標準模型裏頭中微子沒有質量的假定，但在實驗上，中微子振蕩顯示了個別的電子數、μ子數和τ子數並不守恆。
在上述的意外（但精確的）對稱性之外，標準模型還展現了數個大體的對稱性。這其中包括了「SU(2)監管對稱性」及「SU(2)或SU(3)夸克風味對稱性」。
| 標準模型的對稱性與守恆定律 | 標準模型的對稱性與守恆定律 | 標準模型的對稱性與守恆定律 | 標準模型的對稱性與守恆定律   |
| 對稱                       | 李群                       | 對稱種類                   | 守恆定律                     |
| -------------------------- | -------------------------- | -------------------------- | ---------------------------- |
| 龐加萊群                   | 平移對稱⋊SO(3,1)           | 全域對稱                   | 能量、動量、角動量           |
| 規範群                     | SU(3)×SU(2)×U(1)           | 局域對稱                   | 色荷、弱同位旋、電荷、弱超荷 |
| 重子相                     | U(1)                       | 意外全域對稱               | 重子數                       |
| 電子相                     | U(1)                       | 意外全域對稱               | 電子數                       |
| μ子相                      | U(1)                       | 意外全域對稱               | μ子數                        |
| τ子相                      | U(1)                       | 意外全域對稱               | τ子數                        |

### U(1)對稱
對於輕子而言，規範群可寫作SU(2)l × U(1)L × U(1)R。其中的兩個
U(1)因子可合做U(1)Y × U(1)l，其中l是輕子數。
對輕子數的規範化已為實驗否決，因此唯一可能的規範群為SU(2)L × U(1)Y。對夸克部分類似的論證也對電弱交互理論給出類似的結果。

### 帶荷與中性流耦合及費米理論
帶荷流{\displaystyle j^{\mp }=j^{1}\pm ij^{2}}描述如下：
{\displaystyle j_{\mu }^{-}={\overline {U}}_{i\mathrm {L} }\gamma _{\mu }D_{i\mathrm {L} }+{\overline {\nu }}_{i\mathrm {L} }\gamma _{\mu }l_{i\mathrm {L} }.}
這些帶荷流即是進入費米β衰變論的那些。其作用包含了如下描述的帶荷流成分：
{\displaystyle {\mathcal {L}}_{\rm {CC}}={\frac {g}{\sqrt {2}}}(j_{\mu }^{+}W^{-\mu }+j_{\mu }^{-}W^{+\mu }).}
對於能量小於W玻色子質量的那些，期有效理論即是費米理論中以{\displaystyle 2{\sqrt {2}}G_{\rm {F}}~~J_{\mu }^{+}J^{\mu ~~-}}描述的粒子流─粒子流接觸交互作用。
然而，規範不變性現在也要求規範場的{\displaystyle W^{3}}部分與SU(2)三重狀態中的粒子流發生耦合；但另一方面，這與U(1)發生混合，因此在此部分的另一個粒子流動也是必須的。這些粒子流必須是不帶荷的，以保持荷守恆。因此「中性流」也是必須的：
{\displaystyle j_{\mu }^{3}={\frac {1}{2}}\left({\overline {U}}_{i\mathrm {L} }\gamma _{\mu }U_{i\mathrm {L} }-{\overline {D}}_{i\mathrm {L} }\gamma _{\mu }D_{i\mathrm {L} }+{\overline {\nu }}_{i\mathrm {L} }\gamma _{\mu }\nu _{i\mathrm {L} }-{\overline {l}}_{i\mathrm {L} }\gamma _{\mu }l_{i\mathrm {L} }\right)}
{\displaystyle j_{\mu }^{\rm {em}}={\frac {2}{3}}{\overline {U}}_{i}\gamma _{\mu }U_{i}-{\frac {1}{3}}{\overline {D}}_{i}\gamma _{\mu }D_{i}-{\overline {l}}_{i}\gamma _{\mu }l_{i}.}
而中性流的拉格朗日量如下：
{\displaystyle {\mathcal {L}}_{\rm {NC}}=ej_{\mu }^{\rm {em}}A^{\mu }+{\frac {g}{\cos \theta _{\rm {W}}}}(J_{\mu }^{3}-\sin ^{2}\theta _{\rm {W}}J_{\mu }^{\rm {em}})Z^{\mu }.}

## 超越標準模型的物理學
超越标准模型的物理学（缩写为BSM）是为了弥补标准模型的不足而进行的物理学研究。标准模型不能解释的现象包括质量的形成机制、强CP问题、中微子振荡、重子不对称性以及暗物质和暗能量的性质。而标准模型自身的数学理论架构也存在着的问题：标准模型与由广义相对论得到的理论模型并不兼容，以致在特定条件下，如大爆炸以及黑洞事件视界这样的时空奇点，两个模型中的其中一个甚或是两者全体会失效。

## 註解
1. ↑  如最简超对称标准模型以及近最简超对称标准模型